# 1889 az irodalomban
Az 1889. év az irodalomban.

## Megjelent új művek

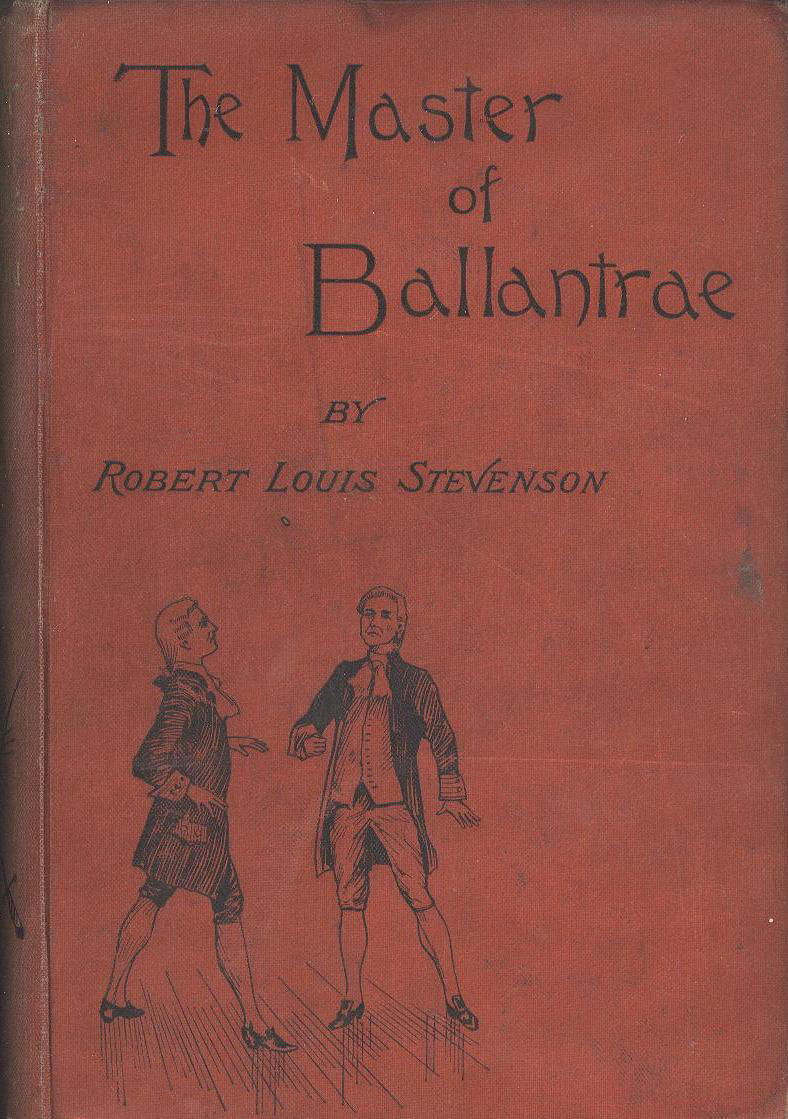
A ballantraei földesúr (1889)

- Paul Bourget francia író leghíresebb regénye: Le Disciple (A tanítvány)[1]
- Lewis Carroll: Sylvie and Bruno (Sylvie és Bruno), meseregény; folytatása 1893-ban jelenik meg
- Anton Csehov hosszú elbeszélése: Unalmas történet (Скучная история); a „Szevernij Vesztnyik” című folyóirat novemberi számában[2]
- Gabriele D’Annunzio olasz író, drámaíró első regénye: Il piacere (A gyönyör)
- George Gissing angol naturalista író regénye: The Nether World (Az alvilág)[3]
- H. Rider Haggard regénye: Cleopatra
- Jerome K. Jerome angol író legsikeresebb regénye: Három ember egy csónakban (Three Men in a Boat)
- Guy de Maupassant ötödik regénye: Fort comme la mort (Erős, mint a halál)
- Robert Louis Stevenson The Master of Ballantrae (A ballantraei földesúr)
- Hermann Sudermann német író: Az atyja bűne (Der Katzensteg)
- Mark Twain: Egy jenki Arthur király udvarában (A Connecticut Yankee in King Arthur's Court)
- Jules Verne regényei:
  - A névtelen család (Famille-sans-nom)
  - Világfelfordulás (Sans dessus dessous) (az Utazás a Holdba folytatása)
- Oscar Wilde: Mr. W. H. arcképe (The Portrait of Mr. W. H.)

### Költészet
- William Butler Yeats ír költő első kötete, korai költészetének legszebb verseivel: The Wanderings of Oisin and other Poems (Osszián vándorlásai és más versek). „Yeats első kísérlete az ír mitológia megteremtésére.”[4]

### Dráma
- Anton Csehov:
  - Ivanov (Иванов), dráma négy felvonásban; megjelenik a „Szevernij Vesztnyik” című folyóirat márciusi számában. Az 1887. évi bemutató után jelentősen átdolgozott szöveggel először január 31-én kerül színre Szentpéterváron[5]
  - Manó (Леший), dráma négy felvonásban; bemutató: december 27. Moszkva[6]
  - Leánykérés (Предложение), tréfa egy felvonásban; bemutató: április 12. Szentpétervár, megjelenik: május 3.[7]

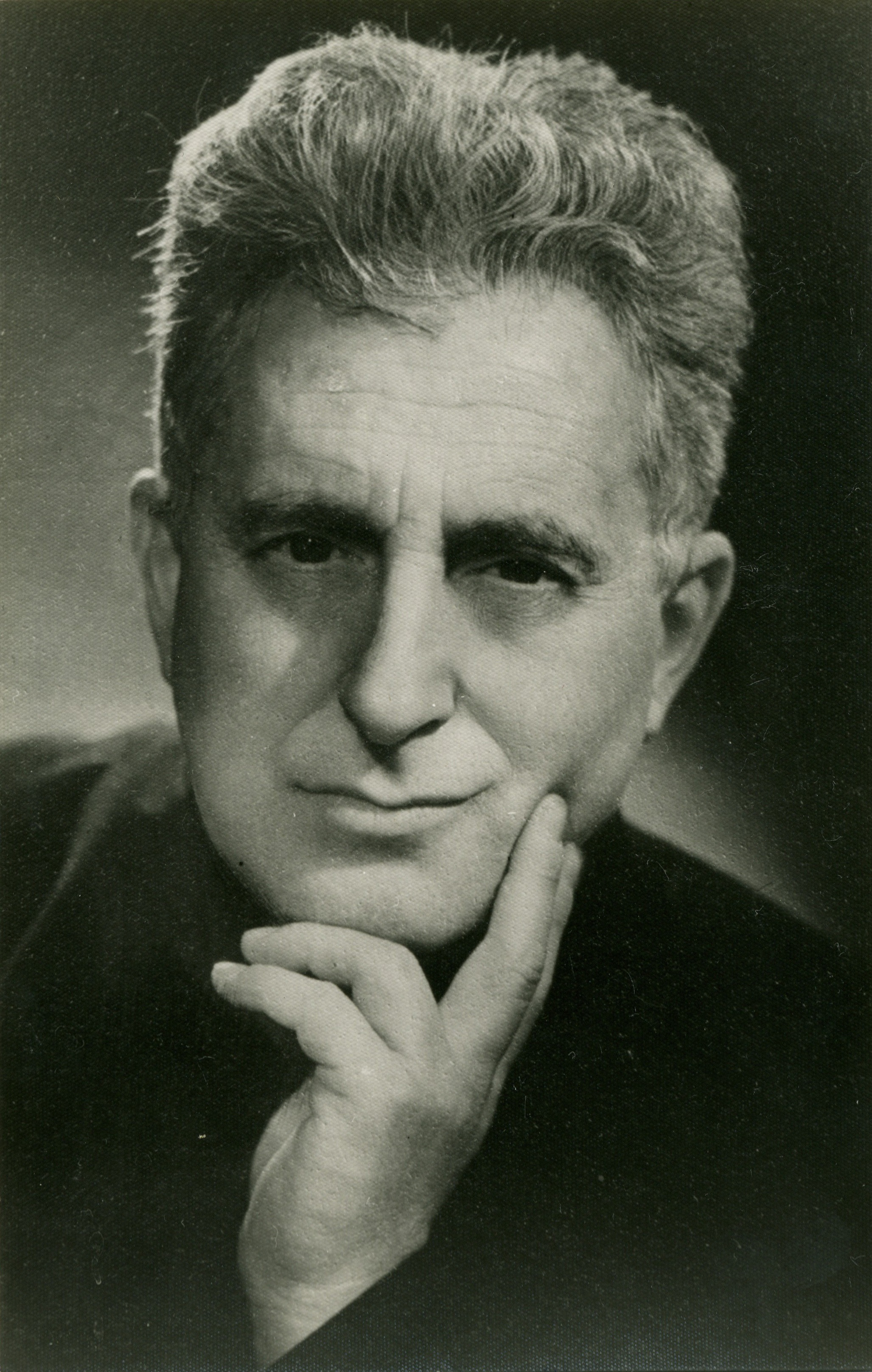
Sík Sándor

- August Strindberg színműve: Hitelezők (Fordringasägare); megjelenés és bemutató
- Hermann Sudermann első színműve: Becsület (Die Ehre)

### Magyar nyelven
- Iványi Ödön legsikerültebb munkája Aradon jelenik meg: A püspök atyafisága (regény)
- Jókai Mór regénye: A lélekidomár
- Mikszáth Kálmán: A beszélő köntös (kisregény)
- Tolnai Lajos regénye: Szegény emberek útja

## Születések

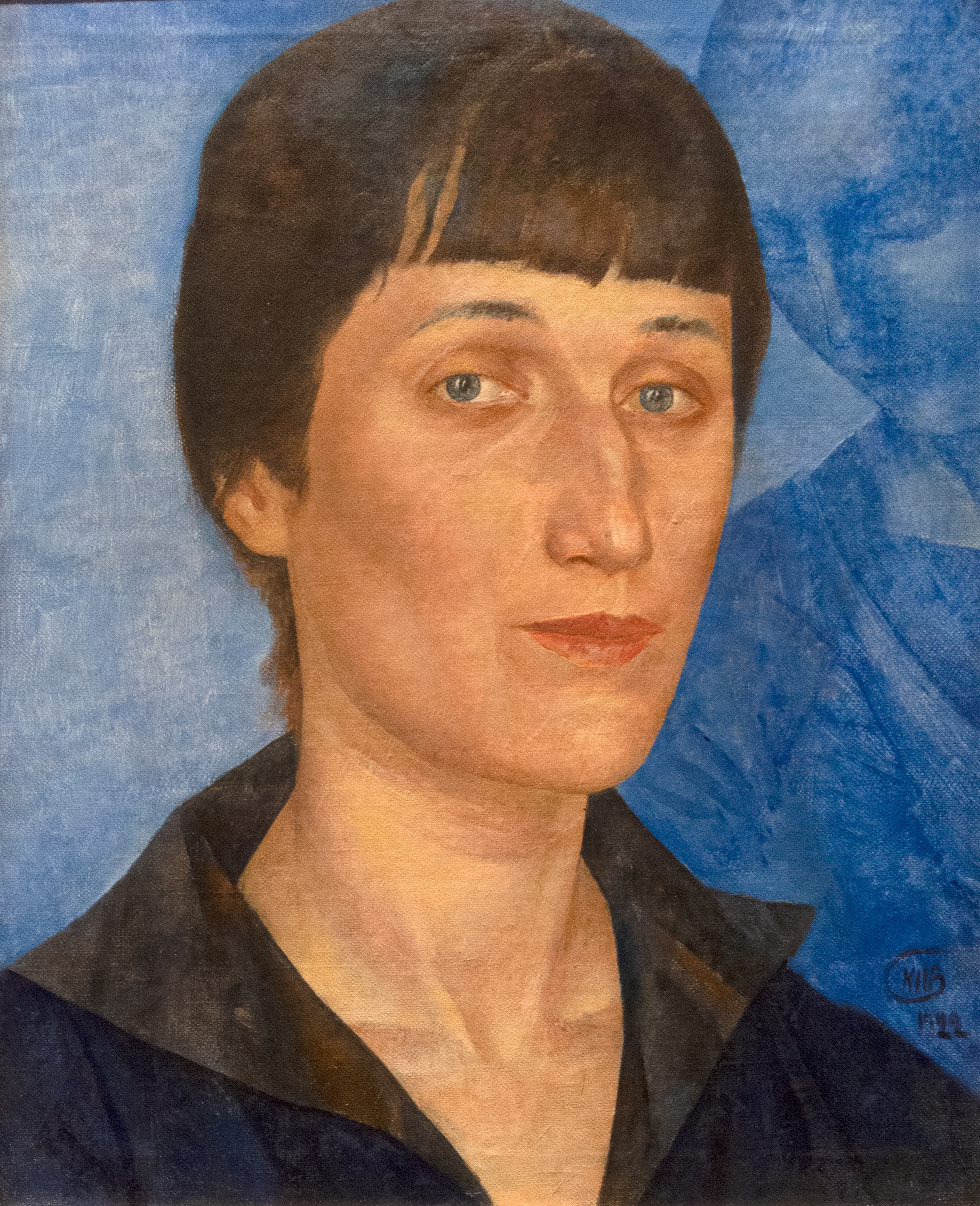
Anna Ahmatova

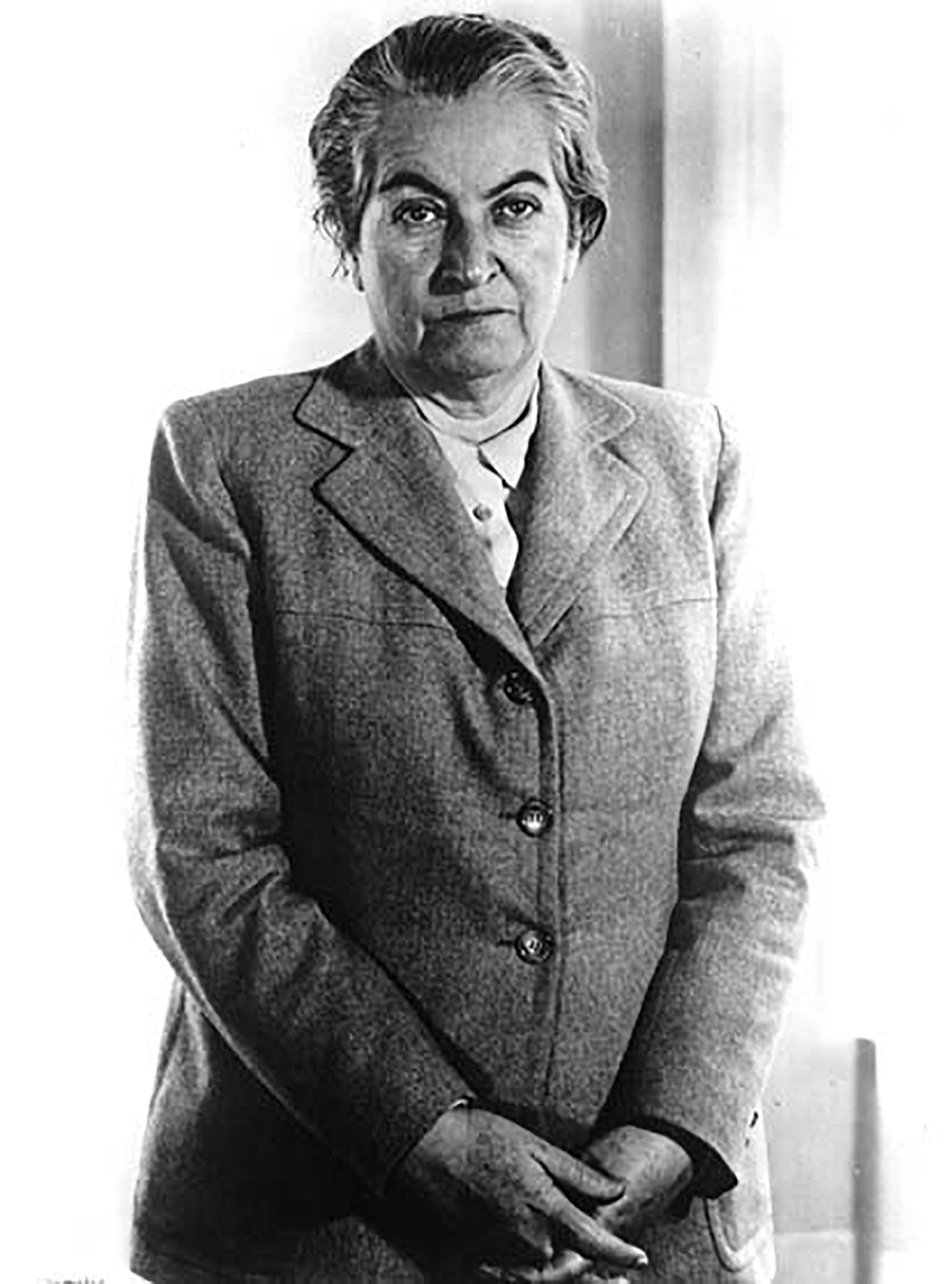
Gabriela Mistral

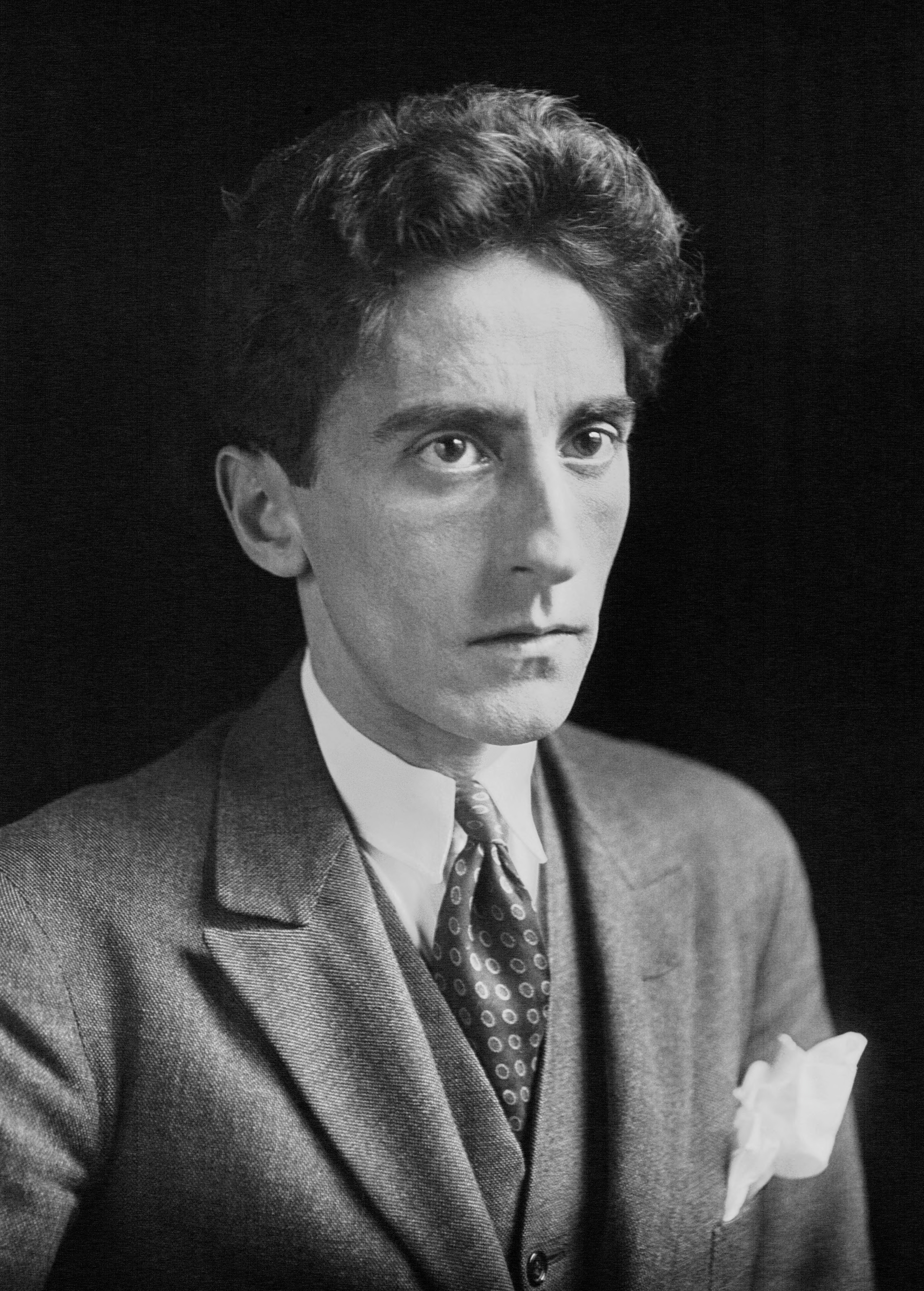
Jean Cocteau

- január 20. – Sík Sándor piarista tanár, költő, műfordító, irodalomtörténész, egyházi író († 1963)
- január 24. – Victor Eftimiu román író, drámaíró († 1972)
- április 7. – Gabriela Mistral chilei költőnő és diplomata; az első latin-amerikai szerző, akit irodalmi Nobel-díjjal (1945) tüntettek ki († 1957)
- június 23. – Anna Ahmatova orosz (szovjet) költőnő († 1966)
- július 5. – Jean Cocteau francia költő, író, festő, filmrendező († 1963)
- július 17. – Erle Stanley Gardner amerikai jogász, író; nevét főként detektívregényei tették ismertté († 1970)
- július 28. – Nyirő József erdélyi magyar író, kilépett katolikus pap, politikus († 1953)
- augusztus 5. – Conrad Aiken amerikai költő, elbeszélő, regényíró, irodalomkritikus († 1973)
- szeptember 23. – Walter Lippmann amerikai politikus, író, kritikus († 1974)
- október 3. – Carl von Ossietzky Nobel-békedíjas (1935) német pacifista újságíró, író, lapszerkesztő († 1938)
- november 9. – Keleti Artúr költő, műfordító († 1969)

## Halálozások
- január 15. – Mihai Eminescu, a legismertebb román költő (* 1850)
- április 24. – Jules Barbey d’Aurevilly francia kritikus és regényíró (* 1808)
- június 8. – Gerard Manley Hopkins jezsuita pap, angol költő (* 1844)
- július 11. – Reviczky Gyula költő, író (* 1855)
- augusztus 5. – Fanny Lewald német írónő (* 1811)
- október 17. – Nyikolaj Gavrilovics Csernisevszkij orosz író, kritikus, materialista filozófus (* 1828)
- október 24. – Émile Augier francia költő, színműíró (* 1820)
- november 20. – August Ahlqvist finn költő, kritikus, filológus, nyelvész (* 1826)
- december 12. – Robert Browning angol költő (* 1812)
- december 31. – Ion Creangă román író, mesemondó, a román irodalom egyik klasszikusa (* 1837)